# ستيفن كيشي
ستيفن كيشي (بالإنجليزية: Stephen Keshi) ‏(31 يناير 1961 - 8 يونيو 2016) هو مدرب منتخب نيجيريا السابق.

## ألقابه مع المنتخب
- كاس أمم أفريقيا مرتين 1980 و 1994 المشاركات في أمم أفريقيا 17مرة.
- في بطولة الألعاب الأفريقية فوز بالكاس مرة والمركز الثالث مرتين والمشاركة 5 مرات وكاس العالم مرة واحدة سنة 1994.
- الاهداف مع المنتخب 3 اهداف مع المنتخب.

## وفاته
توفي في الأربعاء 8 يونيو 2016 الموافق 3 رمضان 1437 هـ في بنين في نيجيريا بسبب ازمه قلبية مفاجئه عن عمر يناهز 54 سنة.

## روابط خارجية
- ستيفن كيشي على موقع الاتحاد الدولي (مؤرشف)  (الإنجليزية)
- ستيفن كيشي على موقع قاعدة بيانات كرة القدم.إي يو (الإنجليزية)
- ستيفن كيشي على موقع ليكيب (الفرنسية)
- ستيفن كيشي على موقع ناشيونال فوتبول تيمز (الإنجليزية)
- ستيفن كيشي على موقع عالم كرة القدم.نت (الإنجليزية)